# Emmerich Kerle
Emmerich Kerle (* 27. März 1916 in Innsbruck; † 25. August 2010 ebenda) war ein österreichischer Bildhauer und Kunsterzieher.

## Leben
Emmerich Kerle besuchte die Gewerbeschule in Innsbruck bei Hans Pontiller und studierte von 1937 bis 1938 an der Akademie der bildenden Künste Wien bei Josef Müllner und von 1939 bis 1941 an der Akademie der Bildenden Künste München bei Josef Wackerle. 1944 wurde er als Kriegsmaler in Finnland eingesetzt. Nach dem Zweiten Weltkrieg unterrichtete er als Kunsterzieher am Akademischen Gymnasium Innsbruck, am Gymnasium in Stams, am Bischöflichen Gymnasium Paulinum in Schwaz und am Bundes-Oberstufenrealgymnasium Innsbruck.
Im Jahr 1952 begann seine Tätigkeit als freischaffender Künstler in seinem Bildhauer-Atelier, das sich im Souterrain der Pradler Schutzengelkirche befand, für deren Gestaltung er auch arbeitete. Zu seinen Werken zählen Reliefs, Grabmäler, Krippen, sakrale und profane Skulpturen in Stein und Holz sowie Fassadengestaltungen im Rahmen der Kunst-am-Bau-Aktion des Landes Tirol in der Nachkriegszeit.

## Werke

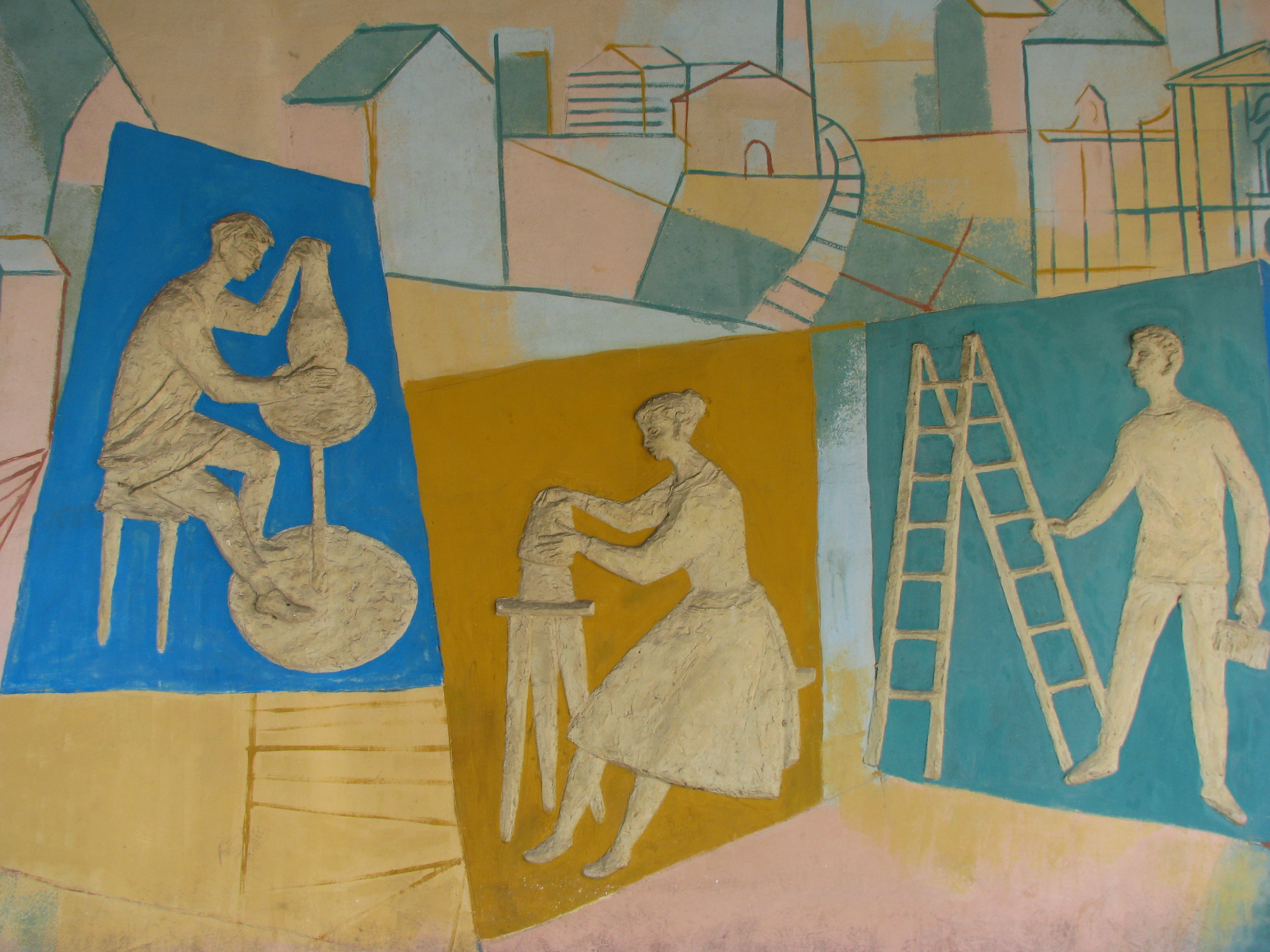
Reliefs Töpfer, Hutmacherin, Maler im Eingangsbereich der Landesberufsschulen in Innsbruck, 1956 (Malereien von Fritz Berger)

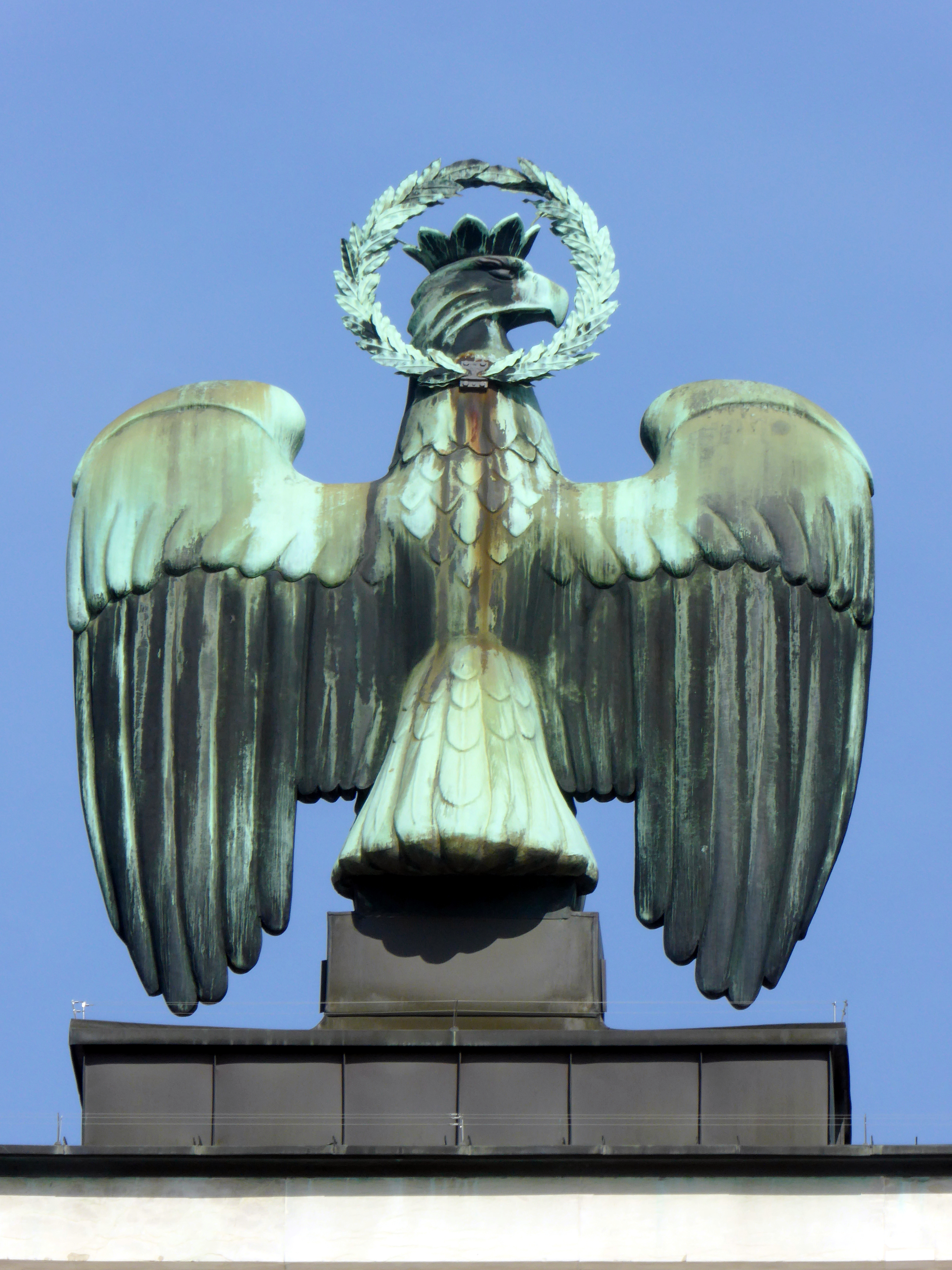
Tiroler Adler auf dem Befreiungsdenkmal, 1948

- Skulptur Tiroler Adler, Befreiungsdenkmal, Innsbruck, 1948
- Relief eines sterbenden Soldaten, Kriegerdenkmal Aldrans, um 1950[3]
- Kriegerdenkmal, Kematen in Tirol, 1954[4]
- Mosaik Gedenken an gefallene Kameraden, Landesgendarmeriekommando für Tirol, 1955–1959[5]
- Relief hl. Florian, Gemeindeamt/Feuerwehrgerätehaus Volders, 1956[6]
- Brunnen mit Skulptur Spielende Kinder, Freischwimmbad Wattens, 1956[7]
- Reliefs mit Handwerksberufen im Eingangsbereich der Landesberufsschulen in Innsbruck, 1956[8]
- Skulptur Vater Inn, Wohnblock Fennerstraße 17–19, Innsbruck, 1958[9]
- Wandbild, Volksschule Sellrain, 1959[10]
- Fassadenrelief Schutzengel, Portal und Kreuzwegstationen, Schutzengelkirche in Innsbruck-Pradl, 1966
- Schmiedeeisengitter und Fresko, Totengedenkkapelle der Pfarrkirche Pradl, 1967–1968[11]
- Brückenskulptur Steigendes Pferd, Obermieming, 1969[12]
- Terrakottareliefs hl. Georg und verlorener Sohn, Aufbahrungshalle Kennelbach, 1974
- Steinplastik hl. Christophorus (Höhe: 8 Meter) in der Nähe des Ostportals des Arlberg-Straßentunnels, St. Jakob am Arlberg, 1978[13]
- Weihnachtskrippe aus Terrakotta, Pfarre Pradl, 1978–1988[2]
- Porträtbüste Eduard Wallnöfer, Barwies, 1988–1989[14]
- Brunnenfigur hl. Josef, Josefsbrunnen, Bischof-Reinhold-Stecher-Platz, Innsbruck, 1990–1991[15]

## Auszeichnungen
- Ehrenzeichen für Kunst und Kultur des Landes Tirol
- Ehrenzeichen für Kunst und Kultur der Stadt Innsbruck, 1989[16]